# Ricky Martin 17
Ricky Martin 17 es el nombre del decimotercer álbum del cantante puertorriqueño Ricky Martin, y su tercer álbum recopilatorio. Contiene 17 canciones de sus 17 años de carrera en formato de audio remasterizado y digitalizado, y fue lanzado al mercado el 18 de noviembre de 2008 por Sony Norte y Columbia.

## Información general del álbum
Esta compilación se enfoca mayoritariamente en material en español de Ricky Martin. El álbum fue también lanzado con un DVD que incluye diecisiete videos musicales, y se puede adquirir de manera individual o adquiriéndolo en conjunto con el CD, es una colección de sus canciones favoritas de sus álbumes en formato de audio remasterizado y digitalizado.

## Lista de canciones
| N.º | Título                                                                                        | Duración |  |
| 1.  | «Fuego contra fuego»                                                                          | 4:26     |  |
| 2.  | «El amor de mi vida»                                                                          | 3:57     |  |
| 3.  | «Qué día es hoy (Self Control)» (Remix Version)                                               | 4:50     |  |
| 4.  | «Te extraño, te olvido, te amo»                                                               | 4:42     |  |
| 5.  | «María» (Pablo Flores Spanglish Radio Edit)                                                   | 4:30     |  |
| 6.  | «Vuelve»                                                                                      | 5:09     |  |
| 7.  | «La copa de la vida» (Remix Spanglish - canción oficial de la Copa Mundial de Fútbol de 1998) | 4:37     |  |
| 8.  | «La bomba» (Remix - Single Edit)                                                              | 4:27     |  |
| 9.  | «Livin' la vida loca» (Spanish Version)                                                       | 4:03     |  |
| 10. | «Bella»                                                                                       | 4:54     |  |
| 11. | «Nobody Wants to Be Lonely» (Featuring Christina Aguilera)                                    | 4:12     |  |
| 12. | «Tal vez»                                                                                     | 4:40     |  |
| 13. | «Asignatura pendiente»                                                                        | 3:57     |  |
| 14. | «Y todo queda en nada»                                                                        | 4:37     |  |
| 15. | «I Don't Care» (Ralphi & Craig's Club Radio Edit - Featuring Fat Joe & Amerie)                | 3:36     |  |
| 16. | «Déjate llevar» (It's Alright - Spanish)                                                      | 3:34     |  |
| 17. | «Tu recuerdo» (Versión MTV Unplugged - Featuring La Mari & Tommy Torres)                      | 4:07     |  |

## Lista de canciones del DVD
| N.º | Título                                   | Duración |  |
| 1.  | «Te extraño, te olvido, te amo»          |          |  |
| 2.  | «María» (Remix)                          |          |  |
| 3.  | «Fuego de noche, nieve de día»           |          |  |
| 4.  | «Vuelve»                                 |          |  |
| 5.  | «La copa de la vida» (Spanglish version) |          |  |
| 6.  | «La bomba» (Remix)                       |          |  |
| 7.  | «Livin' la vida loca»                    |          |  |
| 8.  | «Bella (She's All I Ever Had)»           |          |  |
| 9.  | «She Bangs»                              |          |  |
| 10. | «Loaded»                                 |          |  |
| 11. | «Solo quiero amarte»                     |          |  |
| 12. | «Jaleo»                                  |          |  |
| 13. | «Tal vez»                                |          |  |
| 14. | «Y todo queda en nada»                   |          |  |
| 15. | «Juramento»                              |          |  |
| 16. | «Qué más da»                             |          |  |
| 17. | «Déjate llevar»                          |          |  |

| Video extra |                                                      |          |  |
| N.º         | Título                                               | Duración |  |
| 1.          | «Qué día es hoy Self Control» (Spanish Remix - 1993) |          |  |

### Material adicional
- Almas del silencio (Behind The Scenes)
- Life (Life Featurette)
- Discografía/Galería de fotos (1991-2007)

## Posiciones en la lista de éxitos
| Lista de éxitos (2008/09)       | Posición |
| ------------------------------- | -------- |
| Argentina                       | 16       |
| México                          | 10       |
| Ecuador                         | 6        |
| España                          | 56       |
| Venezuela                       | 10       |
| Uruguay                         | 7        |
| U.S. Billboard Top Latin Albums | 21       |
| U.S. Billboard Latin Pop Albums | 5        |

## Créditos
- Pablo Alfaro - Fotografía
- Omar Cruz - Fotografía
- Mateo García - Fotografía
- Steve Klein - Fotografía
- David LaChapelle - Fotografía
- Carlos Pérez - Director creativo
- Lance Staedler - Fotografía
- Diego Uchitel - Fotografía
- Christian Valencia - Remasterización